# Muskegon Heights
Muskegon Heights ist eine Stadt in Michigan in den Vereinigten Staaten.  Sie liegt im Muskegon County. Laut dem United States Census Bureau hat die Stadt eine Gesamtfläche von 8,25 km² mit 9917 Einwohnern im Jahr 2019.

## Demografie
Nach einer Schätzung von 2019 leben in Muskegon Heights 10.736 Menschen. Die Bevölkerung teilt sich auf in 18,5 % Weiße, 75,7 % Afroamerikaner, 0,9 % amerikanische Ureinwohner, 0,1 % Asiaten und 4,6 % mit zwei oder mehr Ethnizitäten. Hispanics und Latinos aller Ethnien machten 3,2 % der Bevölkerung aus. Das mittlere Haushaltseinkommen lag bei 30.795 US-Dollar und die Armutsquote bei 36,7 %.